# ريكاردو غارون
ريكاردو غارون (بالإيطالية: Riccardo Garrone)‏ (23 يناير 1936 - 21 يناير 2013) هو رائد أعمال إيطالي. كان صاحب نادي سامبدوريا لكرة القدم، ورئيس مجلس الإدارة الفخري والرئيس التنفيذي لشركة النفط الإيطالية ERG.